# Джованні Сілва де Олівейра
Джованні Сілва де Олівейра (порт. Giovanni Silva de Oliveira, нар. 4 лютого 1972, Абаететуба) — бразильський футболіст, що грав на позиції нападника. Найкращий футболіст Бразилії 1995 року.
Універсальний плеймейкер, його природною і улюбленою позицією було місце атакувального півзахисника, але він міг також грати і як нападник. Відзначався технікою, винятковими навичками дриблінгу та видатним відчуттям м'яча, а також його точністю передач. На рівні клубів найбільш відомий виступами за іспанську «Барселону» грецький «Олімпіакос» і бразильський клуб «Сантус». На міжнародній арені грав за національну збірну Бразилії, провівши 20 матчів і забивши 6 голів; він був частиною бразильської команди, яка досягла фіналу чемпіонату світу 1998 року, а також ставав володарем Кубка Америки за рік до того.

## Клубна кар'єра
У дорослому футболі дебютував 1991 року виступами за команду клубу «Туна Лузо», в якій провів два сезони, взявши участь у 47 матчах чемпіонату.
Згодом грав у складі клубів «Клуб Ремо», «Пайсанду» (Белен) та «Саокарленсе», перш ніж перейти до «Сантуса». Колишня зірка «Сантоса» Пеле сам фінансував перехід Джованні, і проголосив його своїм спадкоємцем; пізніше Джованні отримав номер тринадцять, який Пеле також носив.
У першому сезоні Джованні забив трохи більш ніж половину голів, а в другому — 25 м'ячів у 19 матчах. Пік його кар'єри був, коли він зайняв з «Сантусом» друге місце в чемпіонаті Бразилії 1995 року. У першому півфіналі проти «Флуміненсе» «Сантус» програв 4:1, а Джованні пофарбував волосся червоним, щоб продемонструвати віру у команду. Він провів чудовий другий матч і «Сантус» зумів виграти 5:2, а Джованні забив двічі і віддав результативну передачу на Марсело Пасоса. На жаль, він не зміг допомогти «Сантосу» здолати «Ботафого» у фінальній грі. Проте, він став відомий багатьма прихильникам «Сантуса» як «Месіас» (укр. Месія), а його шанувальники назвали себе «Свідками Джованні» — посилання на релігію «Свідки Єгови».
Після успішних виступів на батьківщині, Джованні перейшов до іспанського клубу «Барселона» у 1996 році. Він був регулярним гравцем основи у перші два сезони і загалом забив 18 м'ячів. Фани Барселони пам'ятають його за здатність забивати голи проти головних суперників, «Реала». У перший рік з Барселоною він виграв Кубок володарів кубків УЄФА 1996-97 під керуванням Боббі Робсона. Коли Луї ван Гал став головним тренером клубу, Джованні разом із земляком Сонні Андерсоном перестали бути основними гравцями, попри забиття важливих голів у таких іграх, як Суперкубок УЄФА 1997 року проти «Боруссії» (Дортмунд). Через погані стосунки з ван Галем, Джованні перейшов до грецького клубу «Олімпіакос» влітку 1999 року, за 10 800 000 фунтів стерлінгів.
У Греції Джованні незабаром зарекомендував себе як один з найкращих гравців грецької ліги, відомий своїм винахідливим дриблінгом. Його техніка гри з м'ячем та захопливі рішення, які він приймав під час матчів, зробили його дуже популярним гравцем та героїчною фігурою для вболівальників «Олімпіакоса», і він вважається одним із найкращих гравців в історії клубу. Його талант і навички створили йому прізвисько «magos» (μάγος) «чарівник» у Греції. У сезоні 2003-04 він був головним бомбардиром у Греції з 21 голом.
У 2005 році Джованні повернувся в «Сантус», граючи разом з Робінью. Він з'явився в 29 матчах клубу, але по завершенні сезону 2005 року йому запропонували залишити клуб за бажанням тренера Вандерлея Лушембурго.
Після короткого повернення в Бразилі Джованні зіграв за кордоном за саудівський «Аль-Гіляль» та грецький «Етнікос» (Пірей), до чергового повернення в Бразилію, щоб грати за «Спорт Ресіфі» та «Можі-Мірім». Нарешті Джованні вирішив знову повернутися до «Сантуса», де він все ще залишався популярною фігурою у фанатів, попри свій негативний сезон 2005 року з клубом.
Після проходження медичного обстеження Джованні повернувся в «Сантус» у січні 2010 року. Хоча він зіграв лише кілька матчів за клуб, він, нарешті, зумів виграти свій перший титул з «Сантосом», Лігу Пауліста. У 2010 році він оголосив про вихід на пенсію з професійного футболу.

## Виступи за збірну
1995 року дебютував в офіційних матчах у складі національної збірної Бразилії. Протягом кар'єри у національній команді, яка тривала 5 років, провів у формі головної команди країни 18 матчів, забивши 6 голів.
У складі збірної був учасником розіграшу Кубка Америки 1997 року у Болівії, здобувши того року титул континентального чемпіона, чемпіонату світу 1998 року у Франції, де разом з командою здобув «срібло».

## Титули і досягнення

### Командні
- Чемпіон Іспанії (2):

«Барселона»: 1997–98, 1998–99
- Володар Кубка Іспанії (2):

«Барселона»: 1996–97, 1997–98
- Володар Суперкубка Іспанії (1):

«Барселона»: 1996
- Чемпіон Греції (5):

«Олімпіакос»: 1999–00, 2000–01, 2001–02, 2002–03, 2004–05
- Володар Кубка Греції (1):

«Олімпіакос»: 2004–05
- Володар Кубка Бразилії (1):

«Спорт Ресіфі»: 2008
- Володар Кубка Кубків УЄФА (1):

«Барселона»: 1996–97
- Володар Суперкубка УЄФА (1):

«Барселона»: 1997
- Володар Кубка Америки (1):

Бразилія: 1997
- Віце-чемпіон світу (1):

Бразилія: 1998

### Особисті
- Володар призу найкращому футболістові чемпіонату Бразилії («Золотий м'яч»): 1995 («Сантос»)
- Найкращий іноземний гравець чемпіонату Греції: 2000 («Олімпіакос»)
- Найкращий бомбардир чемпіонату Греції: 2004 («Олімпіакос»)